# Quercus durifolia
Quercus durifolia är en bokväxtart som beskrevs av Karl Otto von Seemen och Ludwig Eduard Loesener. Quercus durifolia ingår i släktet ekar, och familjen bokväxter. Inga underarter finns listade.